# 调频广播

AM和FM調製信號用於無線電。AM（振幅調變）和FM（频率调制）是調變類型（編碼）。通常來自錄音室的節目資料的電信號與特定頻率的载波混合，然後進行廣播。在AM的情況下，根據原始信號，通過改變載波的幅度隨時間完成該混合（調製）。在FM的情況下，載波的頻率是變化的。無線電接收機（“收音機”）包含一個解調器，用於從廣播波中提取原始節目素材。

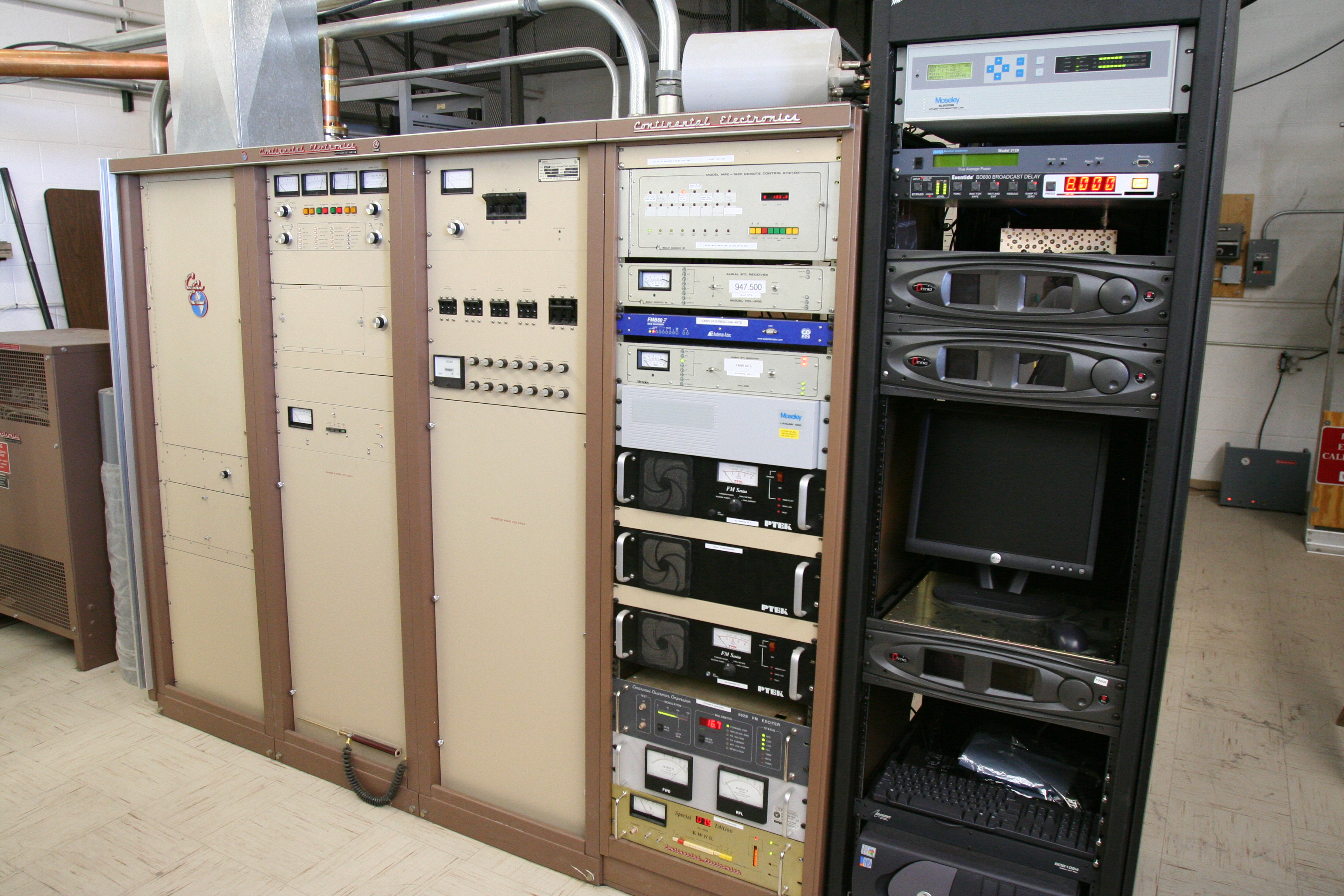
1980年代的35千瓦调频广播设备

調頻廣播（英語：Frequency Modulation Broadcast，常縮寫為 FM 廣播）是一種以頻率調製技術來傳送高保真聲音的無線電廣播技術，由愛德溫·霍華·阿姆斯壯（Edwin Howard Armstrong）於1933年發明。调频广播音质要明显优于调幅广播，但覆盖范围却相对有限。
在个别国家（如挪威），由于数字广播高度普及，模拟调频广播已经关停。

## 廣播頻帶
世界各國的 FM 廣播頻帶均位於無線電頻譜中的甚高頻（VHF）部分，一般在87.5至108.0MHz之間。但亦有些國家使用其他頻率：
- 在一些前蘇聯共和國，和前東方集團國（东德除外，东德使用87.5-100MHz），使用較舊的65.8–74MHz廣播，預設頻率間相距30kHz。這個頻帶有時稱為OIRT頻帶，很多國家正漸漸淘汰。其他國家使用的87.5-108.0MHz頻帶有時會稱為CCIR頻帶。
- 中国大陆也曾使用OIRT频段，现已改为87-108MHz（这导致部分欧标或美标FM收音机无法接收到频率范围在87.1-87.4MHz或87.1-87.9MHz的电台）；另开放70-87MHz频段为小功率校园调频电台、乡村广播站等专用。香港、澳门和台湾使用与美国相同的88-108MHz，其中台湾的校园广播集中在88.1-88.7MHz之间,。
- 日本使用76-90MHz的頻帶作調頻廣播。模拟电视停播之后，日本总务省于2014年开放90-95兆赫（日人谓之“Wide FM”）作为中波广播的补充覆盖频率使用，2025年又开放95-99MHz，即现在的76-99MHz。生产日期较新的日本产收音机FM频率范围一般为76-108MHz。
- 巴西原先使用美标88-108MHz，后于2010年开放76-88MHz，用于从AM转换到FM的电台，即现在的76-108MHz。

相鄰的發射频差較大，以減低干擾的機會。

調頻廣播電台的頻率一般會設定為100千赫的倍數。在大部分美洲和加勒比海國家，只使用單數的倍數。在歐洲部分地區、格陵蘭和非洲，則只使用雙數倍數。在意大利，則不使用100千赫的倍數，而使用50千赫的倍數。除此以外，世界各處還使用其他標準，包括 0.001、0.01、0.03、0.074、0.5和0.3兆赫的倍數等，不一而足。即使技術上容許如此接近的頻率區隔，但為了減低頻道互相干擾，位處相近的電台發射站一般會區隔最少0.5兆赫的發射頻率。這樣的好處是把兩個相鄰發射站的區隔擴大，把中間的頻率留給較遠的發射站。當這個較遠的發射站的電波到達該處時，已遭衰減，以減低干擾的機會。

## 調製特色

### 調製
頻率調製是一種利用改變載波的頻率來傳送資訊的調製方法，而幅度調製（AM，amplitude modulation）則透過改變載波幅度來傳送資訊。在模拟廣播的應用中，載波於某一時間點的頻率與其輸入訊號的值為正比例關係，這種調製的模式常用於廣播技術之中。